# مایکل داتی (بازیکن فوتبال، زاده ۱۹۹۲)
مایکل داتی (انگلیسی: Michael Doughty؛ زادهٔ ۲۰ نوامبر ۱۹۹۲) بازیکن فوتبال اهل بریتانیا است.
از باشگاه‌هایی که در آن بازی کرده‌است می‌توان به باشگاه فوتبال آلدرشات تاون، باشگاه فوتبال ووکینگ، باشگاه فوتبال کویینز پارک رنجرز، باشگاه فوتبال کراولی تاون، باشگاه فوتبال استیونج، باشگاه فوتبال گیلینگام و باشگاه فوتبال سوئیندون تاون اشاره کرد.
او همچنین در تیم‌های ملی فوتبال Wales U19 Wales U21 بازی کرده‌است.